# Arteria axillaris
De arteria axillaris of okselslagader is binnen de menselijke anatomie een groot bloedvat dat zuurstofrijk bloed naar de laterale zijde van de thorax, de oksel en de bovenste ledematen transporteert. Haar oorsprong is aan de buitenrand van de eerste rib tot waar zij ontspringt uit de arteria subclavia.
Na het passeren van de onderrand van de musculus teres major gaat de arteria axilliaris over in de arteria brachialis (bovenarmslagader).